# 吉多·安德雷奧茲
吉多·安德雷奧茲（西班牙語：Guido Andreozzi，1991年8月5日—）是一位阿根廷職業網球運動員，他於2008年轉為職業選手。他的職業生涯最高ATP單打世界排名是第70名（2019年1月28日），最高雙打世界排名則為第101名（2019年2月25日）。

## 外部連結
- 吉多·安德雷奧茲（英文/西班牙文）的官方資料
- 吉多·安德雷奧茲的國際網球總會 職業／青少年 官方資料（英文）